# Un cadavre exquis
Un cadavre exquis est la cent vingt-deuxième histoire de la série Spirou et Fantasio. Elle est publiée pour la première fois dans un petit album offert aux abonnés de Spirou et dans la SpirouBox qui contenait deux numéros spéciaux et un abonnement de quinze numéros. Il s'agit d'une histoire réalisée par plusieurs auteurs, sous forme de cadavre exquis.

## Univers

### Synopsis
Officiellement, Spirou est mort. Les raisons qui l'ont menées à ce drame sont assez floues et apparemment liées à une affaire louche sur laquelle il enquêtait. Fantasio se jure de faire toute la lumière sur cette histoire.

### Personnages
- Spirou
- Fantasio
- Spip
- Seccotine
- Zorglub

## Historique
79 auteurs ont participé à la réalisation de cet album. Parmi eux on trouve : Janry, Tome, Yoann, Vehlmann, Trondheim, Libon, Bravo, De Pins, Schwartz, Munuera, Vatine, Fournier...

## Publication

### Album
Cette histoire est un supplément au journal Spirou no 3800 (du 9 février 2011), offert aux abonnés du journal,.